# Cubanito
Cubanito en gastronomía se conocen al menos dos golosinas con el nombre de cubanito, una es una especie de bombón difundido desde México que consta de un núcleo de coco recubierto por chocolate negro fundido sobre el cual se espolvorea azúcar y "escamas" de chocolate.
En Argentina se llaman cubanitos principalmente a unos barquillos o "cucuruchos" cilíndricos y arrollados con las dimensiones semejantes a las de un cigarro habano (de allí el nombre "cubanito"), tales barquillos están rellenos con dulce de leche. Los cubanitos argentinos si bien se pueden conseguir en los más diversos sitios, se expenden principalmente en los centros turísticos de balnearios veraniegos y en la ciudad de Bahía Blanca, la cual aloja anualmente desde 2023 la Fiesta del Cubanito. Son equivalentes al cuchuflí chileno.
Si bien su origen no está muy claro, muchos afirman que el mismo se originó en Bahía Blanca, Argentina. El creador del invento fue un polaco de apellido Gregorius, Juan Gabriel, cuando, sin darse cuenta, enrolló una plancha de masa húmeda y dentro puso dulce de leche. Cuando se dio cuenta de su invento le puso el nombre cubanito, ya que en un viaje a Cuba había probado una golosina parecida que se llamaba Argentinito[cita requerida].  
Otra de las teorías sobre el nombre es la que sugiere que esta golosina fue inventada por un vendedor que apostaba su carro en las cercanías de la sede del club C.U.B.A. de la calle Belisario Roldan y se denominó cubanito por los jóvenes que concurrían al club aunque, como la anterior su origen no está muy claro.[cita requerida].  